# Ширваншах

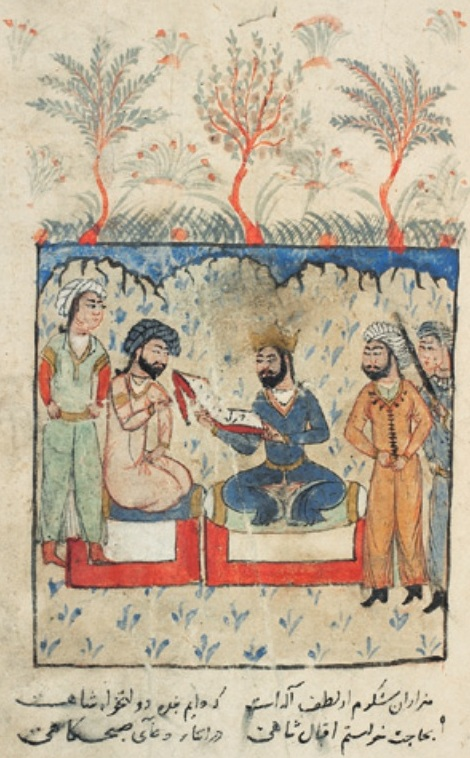
Ширваншах Хушенг ибн Кавус на миниатюре эпохи Джалаиридов.

Ширванша́х, Шарванша́х (перс. شروان‌شاه‎, азерб. Şirvanşah) — титул правителей Государства Ширваншахов, существовавшего в пределах исторической области Ширван (на северо-востоке современного Азербайджана). Как отмечает К. Э. Босуорт, ширваншахи были этническими арабами, но были подвергнуты персизации из-за персидского культурного окружения. Они носили имена, известные со времён героического иранского национального прошлого и претендовали на происхождение от сасанида Бахрама Гура.
Основателем первой династии ширваншахов после исламского завоевания — Мазьядидов (Язидидов) — стал полководец на службе Аббасидского Халифата Язид ибн Мазьяд аш-Шайбани, губернатор Азербайджана, Армении и Аррана (799—801).
Его наследники и преемники, пользуясь ослаблением центральной власти, провозгласили Ширван своим наследственным владением, приняв в 861 году титул ширваншахов.

## Династии Ширваншахов
- Мазьядиды — первая династия (799 — 1-я половина XI века). Происходила из арабского племени шайбан[англ.], родоначальник — Язид ибн Мазьяд аш-Шайбани.
- Кесраниды — вторая династия (1027—1382). Арабского происхождения — позже персианизированная. Происходила от ширваншаха Язида ибн Ахмада.
- Дербенди — третья династия (1382—1538). Происходит от ширваншаха Кей Кубада ибн Ахситана.

## Возникновение титула «Ширваншах»

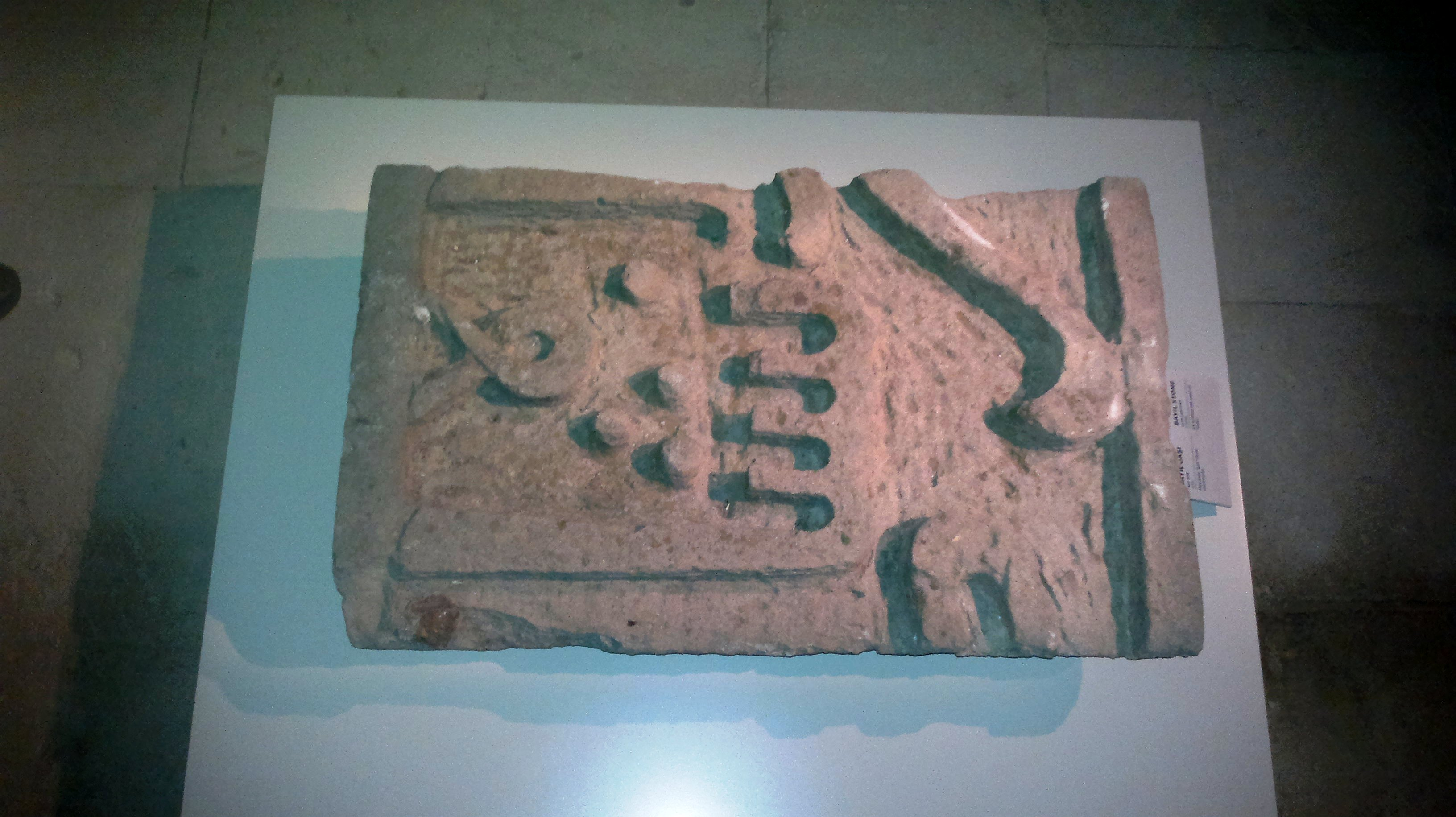
Один из Баиловских камней на персидском языке с выгравированным на нём словом «шах». Дворец ширваншахов в Баку

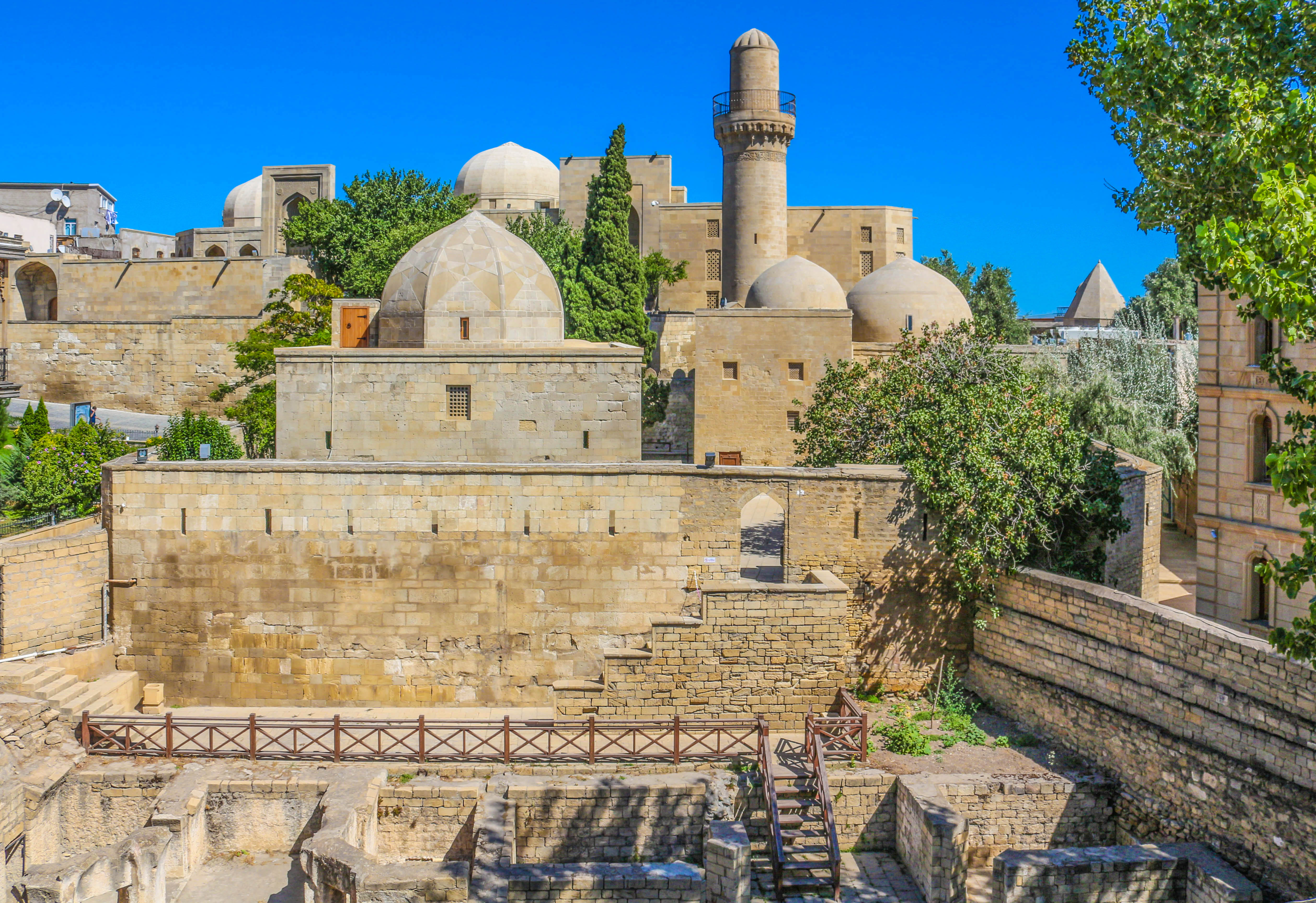
Дворец Ширваншахов

Титул «ширваншах» носили представители всех династий правивших в Ширване, вне зависимости от происхождения и родовых имён. Три последние династии (Мазьядиды, Кесраниды, Дербенди) были патрилинейно родственны.
Появление сасанидских титулов закавказских правителей Ибн Хурдадбих относит ко времени Ардашира, а титулов «царей гор» (мулук ал-джабал), то есть удельных владетелей на Северном Кавказе — с деятельностью Хосрова I Ануширвана. Первым доисламским ширваншахом, чьё имя было зафиксировано в источниках, был правитель Дербенда Шахрияр, принявший ислам в 642 г. После арабских завоеваний титул ширваншаха не только сохранился, но и дал названия многим мусульманским княжествам в пограничной области Халифата.
Историк IX века ибн Хордадбех сообщает, что сасанидский шахиншах Ардашир Папакан (224—240) давал государям Закавказья титул шаха. Он даровал титул шаха таким государям, как Азербазкан-шах, Барашкан-шах (Баласакан), Аллан-шах, Армин-шах, Филан-Шах. В этом перечне упомянут также Ширианшах или Ширан-шах.
Хамза ал-Исфахани прямо связывает происхождение топонима Ширван от титула «ширваншах» (перс. شروانشاه‎), означающего «львиный шах», или «шах львов».

## Культура
Ширваншахи покровительствовали деятелям культуры и поэзии. В частности, при их правлении жил и творил классик персидской литературы Низами Гянджеви. В Баку сохранился Дворец Ширваншахов (XV век). Обильно чеканили монеты.